# Bakkafrost
Bakkafrost (OSE: BAKKA) er Færøernes største lakseopdrætsvirksomhed og den tredje største fiskeopdrætsvirksomhed i verden. Den 11. december 2015 offentliggjorde Oslo Børs, at Bakkafrost kom med på OBX-indeksen fra 18. december 2015, som en af de 25 børsnoterede virksomheder på Oslo-børs, hvis aktier er blevet mest handlet.

## Historie
Virksomheden blev etableret i 1968 af brødrene Róland og Hans Jacobsen og samme år blev den første fiskefabrik bygget. Tre år senere i 1971 blev en tredje bror, Martin Jakobsen, også en del af virksomheden. I 1972 blev den næste fiskefabrik bygget i Glyvrar. De arbejdede i starten med sild, ideen var at fiske sild i de færøsk fjorde og derefter krydre og marinere den og sælge den til det britiske marked. I 1979 startede virksomheden som en af de første på Færøerne med lakseopdræt i havbrug. I 2009 havde Bakkafrost en produktion på 30.650 tons renset vægt, opererede med licenser på 14 steder i 13 forskellige fjorde, og ejede 44 % af alle opdrætslicenser på Færøerne. Bakkafrost har slagterier i Klaksvík og Kollafjørður og i Vágur via Faroe Farming, og har videreforædlingsfabrik og hovedkvarter i Glyvrar. Selskabet havde i 2014 ca. 800 ansatte. Bakkafrost er hovedsponsor for Færøernes fodboldlandshold og for NSÍ Runavík siden 2012.

### Bakkafrost børsregistreret
Den 26. mars 2010 blev Bakkafrost noteret på Oslo Børs. Et par måneder før Bakkafrost blev børsnoteret, fusionerede selskabet med et andet færøsk selskab, Vestlax, hvis arbejdsområde også var lakseopdræt. Bakkafrost bruger ikke penicillin eller anden medicin til laksen, og foderet indeholder ikke GMO.
I april 2011 købte Bakkafrost foderproducenten Havsbrún i Fuglafjørður for 1,1 milliard danske kroner. Efter købet kunne Bakkafrost kontrollere hele produktionskæden fra produktion af laksefoder, til slagtningen, til videreforædling af laksen og til salget af laksen. Havsbrún havde i 2010 en omsætning på 823 millioner danske kroner, og opnåede et driftsresultat på 238 millioner danske kroner. Havsbrún ejede også 33,3% af Hanstholm Fiskemelsfabrik AS i Danmark samt 78,1% af aktierne i opdrætsselskaberne Faroe Farming i Vágur og Viking Seafood.
Største ejere i selskabet Bakkafrost er Jacobsen-familien og TF Holding P/F, og i 2010 købte norske SalMar ASA sig ind i selskabet. SalMar har imidlertid solgt alle Bakkafrost-aktierne igen i december 2013. I juni 2014 solgte TF-Holding 600.000 Bakkafrost aktier for næsten 70 millioner kroner. Efter det ejer TF-Holding 3,86% af aktierne i Bakkafrost.
Administrerende direktør siden 1989 er Regin Jacobsen, søn af Hans Jacobsen (også kaldt Hans á Bakka), som etablerede virskomheden sammen med broderen Martin Jacobsen.

### Færøernes første milliardærfamilie
I september 2014 havde Bakkafrost en værdi på 6,1 milliarder danske kroner. Samtidig blev Regin Jacobsen og hans mor Oddvør Jacobsen Færøernes første milliardærfamilie, da deres aktier i Bakkafrost på 9,2% og 9,4% havde en værdi på 1,1 milliard danske kroner.
I februar 2017 blev regnskaberne for 2016 offentliggjort. Regin og Oddvør Jacobsens andel af aktier svarede til at de ejede henholdsvis 1,219 milliarder og 1,193 milliarder danske kroner. Deres aktieudbytte i 2017 er på henholdsvis 39,95 millioner til Oddvør Jacobsen og 39,1 til Regin Jacobsen, heraf skal de betale skat til den færøske landskasse på henholdsvis 13,98 og 13,69 millioner DKK.

### Aktierne tidoblet i værdi på seks år
I 2014 solgte Bakkafrost 44.013 tons af laks. Samme år havde virksomheden et overskud på 899 millioner kroner før skat, heraf var skat 255 mio. kr., dvs. at resultatet efter skat var 647 mio. kr. Driftsresultatet for 2014 og for fjerde kvartal 2014 var rekord højt. Bakkafrost havde i 2014 en tredjedel af deres omsætning i Rusland hvor de nød godt af Ruslands importforbud mod laks fra EU og Norge. Selve virksomheden Bakkafrost betalte 340 millioner kroner i den færøske landskasse i form af skat og afgifter, som svarede til 55% af blokstøtten, som Færøerne modtager fra den danske statskasse hvert år.
Den 28. maj 2015 blev Bakkafrost-aktier solgt for 206 norske kroner. Samme dag voksede Bakkafrosts værdi til 10 milliardir norske kroner, som var rekord.
Den 24. februar 2016, seks år efter, at Bakkafrost blev børsregistreret, var aktien tidoblet i værdi, fra 31 kroner pr. aktie i 2010 til 310 kroner pr. aktie i 2016. Bakkafrosts værdi var på det tidspunkt blevet 12 millioner danske kroner.

### Nye brøndskib
Den 14. juli 2015 blev det nybyggede skib Hans á Bakka, der er et brøndskib, leveret til Bakkafrost på Færøerne fra skibsværftet, Tersan Tersanecilik Sanayi ve Ticaret, i Tyrkiet. Prisen for skibet var ca. 280 millioner kroner. Brøndskibet skulle bruges til at fragte levende laks fra egne opdrætsanlæg til forædling på land. Hans á Bakka kan også bruges i forsøg på at afluse laksene, ideen er, at lusene ikke kan tåle at være i fersk vand og derved dør. Skibet har plads til 450 tons levende laks.
Den 29. juli 2015 blev Bakkafrost-aktier solgt for 249,50 norske kroner på Oslo Børs. Bakkafrost satte derved endnu en rekord, da virksomhedens værdi steg til 12,1 norske millarder, som med kursen for den dag svarede til over ti milliarder danske kroner. Bakkafrost-aktien er steget med mere end 500% på fire år.

### Ny regering nye skatter
Færøerne fik ny regering (JF, T, F), der tiltrådte den 15. september 2015, og denne regering havde planer om at skaffe flere indtægter til Færøernes landskasse bl.a. fra fiskerierhvervet og fiskeopdræterhvervet. Regeringens politik påvirkede Bakkafrosts aktier negativt, de faldt med 2,1% den 18. november 2015. I januar 2016 udtalte Regin Jacobsen til Kyst.no, at han var meget bekymret for ændringer i slagtegebyret fra 0,5% til 4,5%, som Færøernes landsstyre havde vedtaget i 2015 med ikrafttræden pr. januar 2016. Den 13. januar 2016 så det dog lysere ud igen for Bakkafrost, hvis aktier slog rekord, da de blev solgt på Oslo Børs for 281,50 norske kroner. Den gamle rekord var 278 norske kroner pr. aktie. Bakkafrost havde derved en værdi på 10,6 milliarder danske kroner (13,7 milliarder norske kroner) pr. 13. januar 2016.

### Problemer med lakselus og mistanke om ILA
Bakkafrost har ligesom de andre lakseopdrættere på Færøerne problemer med et højt antal af lakselus, der svømmer rundt i havet omkring Færøerne og sætter sig på laksene. Bakkafrost bekæmper lusene på forskellige måder, og de har fokus på nyere og mere miljøvenlige metoder. I den anledning har Bakkafrost bygget to skibe og et tredje er planlagt. Disse er opkaldt efter de tre brødre, Hans á Bakka, Martin og Róland. Skibet Hans á Bakka kom til Færøerne i 2015, Martin kom til landet den 27. februar 2017 og Róland kommer på et senere tidspunkt. Skibet Hans á Bakka aflusede med ferskvand. Med skibet Martin er planen at forsøge aflusning med lunkent havvand. I juli 2016 og januar 2017 var der mistanke om ILA virus (Infeksiøs lakseanæmi) i Bakkafrosts havbrug i Norðdepil. Det er ikke blevet bekræftet, men af sikkerhedsmæssige årsager valgte Bakkafrost at tage laksen fra to af ringene, hvor mistanken til ILA var og slagtede 190.000 laks tidligere end planlagt.

### 2016 var rekordår
Bakkafrost har forbedret sine resultater gennem flere år og 2016 var ingen undtagelse. Driftsresultatet for 2016 var en milliard og 165 millioner, det var det højeste nogensinde. Bestyrelsen vil forslå til generalforsamlingen i april 2017, at der udbetales 8,70 DKK for hver eneste aktie, hvilket svarer til 425 millioner tilsammen. Prisen for laks var rekordhøj i 2016, det skyldtes til dels at omkring 25 millioner opdrættet laks i Chile døde pga. alger, hvilket resulterede i at 100.000 tons laks ikke kom på markedet. Derudover får de færøske lakseopdrættere højere salgspris for deres laks i sammenligning med andre lande. Forskellen var ca. en euro pr. kilo i 2016. I følge Regin Jacobsen er færinger mere effektive i produktionen end noget andet land, hvilket medfører at de færøske virksomheder har en lavere kostningspris. En lavere kostpris og højere salgspris medfører en større fortjeneste.

## Bestyrelsen
I februar 2015 var bestyrelsen i A/S Bakkafrost sammensat således:
- Rúni M. Hansen, bestyrelsesformand (bestyrelsesmedlem siden 2009, ejer 10.000 aktier i virksomheden)
- Johannes Jensen, næstformand (bestyrelsesmedlem siden 2009, ejer ingen aktier i virksomheden)
- Tor Magne Lønnum (bestyrelsesmedlem siden 2014, ejer 1.500 aktier i virksomheden)
- Virgar Dahl (bestyrelsesmedlem siden 2006, ejer 7.000 aktier i virksomheden)
- Annika Frederiksberg (bestyrelsesmedlem siden 2008, ejer 14.532 aktier i virksomheden)
- Øystein Sandvik (bestyrelsesmedlem siden 2013, ejer ingen aktier i virksomheden)

## Hæder
- 2015 - Årets virksomhed (Færøerne) [37]
- 2015 - Stockman-prisen til mindre og middelstore virksomheder[38]
- 2014 - Bakkafrost blev kåret som nummer to af middelstore virksomheder, der er noteret hos Oslo Børs, udvalgt af 600 personer. Det er IR Nordic Invest som sammen med Oslo Børs og Dagens Industri, står for vurderingen.
- 2014 - Regin Jacobsen, direktør for Bakkafrost, blev kåret som bedste direktør for middelstore virksomheder, som er noteret hos Oslo Børs. Han vandt hæderen foran Rickard Gustafsson, direktør for SAS og Stefan Ranstrand, direktør for Tomra Systems.[39]
- 2009 - Årets virksomhed (Færøerne) [40]